# Ingenic Semiconductor
Ingenic Semiconductor (chiń. 君正集成电路股份有限公司) – chińskie przedsiębiorstwo z branży półprzewodnikowej, założone w 2005 roku w Pekinie.

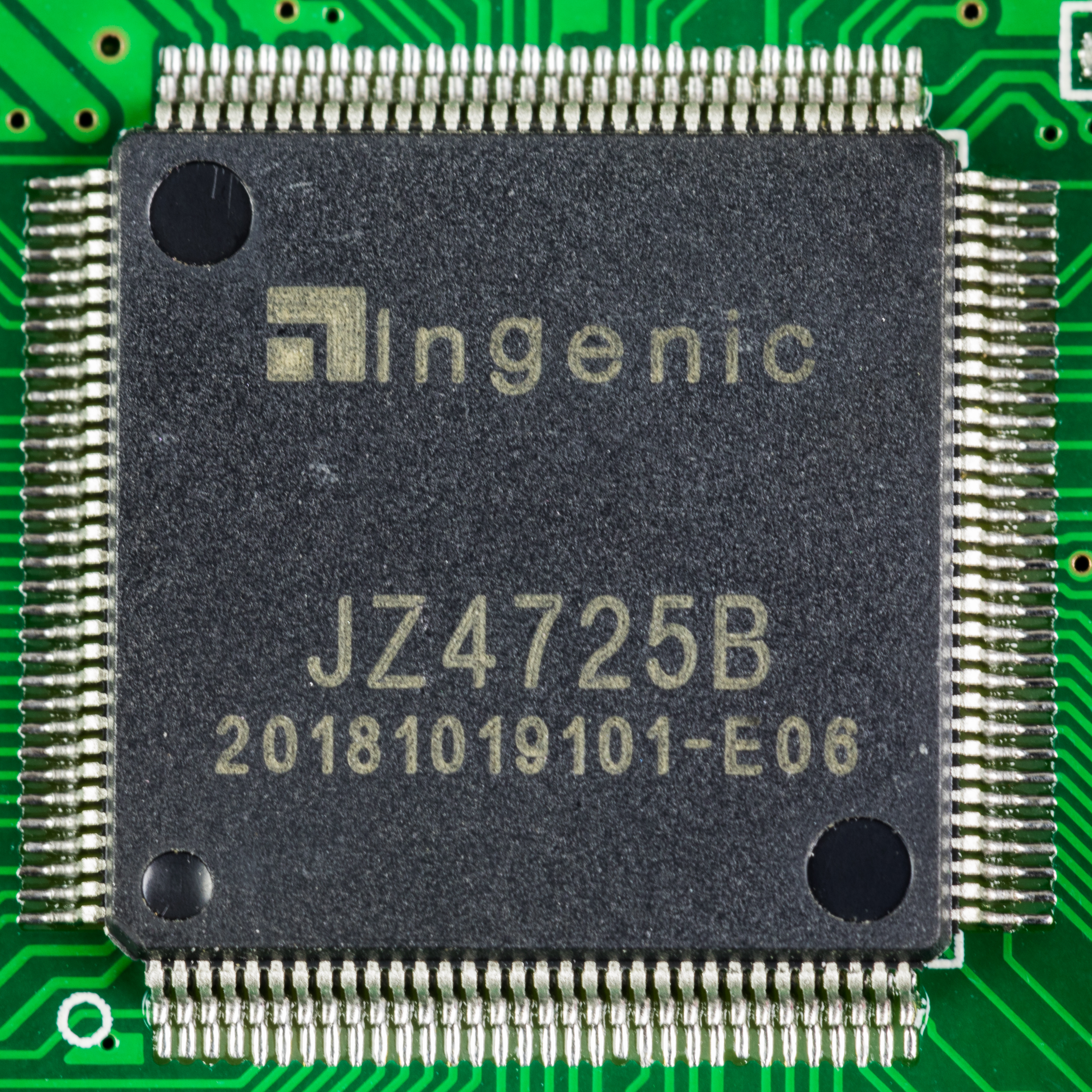
Procesor Ingenic JZ4725 wykorzystywany w Game Boy Advance SP

Firma zakupiła licencje na zestawy instrukcji architektury MIPS i na ich podstawie zaprojektowali własną mikroarchitekturę procesorów. Przedsiębiorstwo opracowało własną technologię procesora o bardzo niskim poborze mocy o nazwie XBurst. XBurst wykorzystuje innowacyjny silnik potoku, który może emitować instrukcje przy bardzo małym zużyciu energii.

## XBurst
Mikroarchitektura procesora XBurst jest oparta na zestawie instrukcji MIPS32 w wersji 1 lub MIPS32 w wersji 2 i implementuje 8-stopniowy potok. 

## Układy System-On-Chip oparte na mikroarchitekturze XBurst

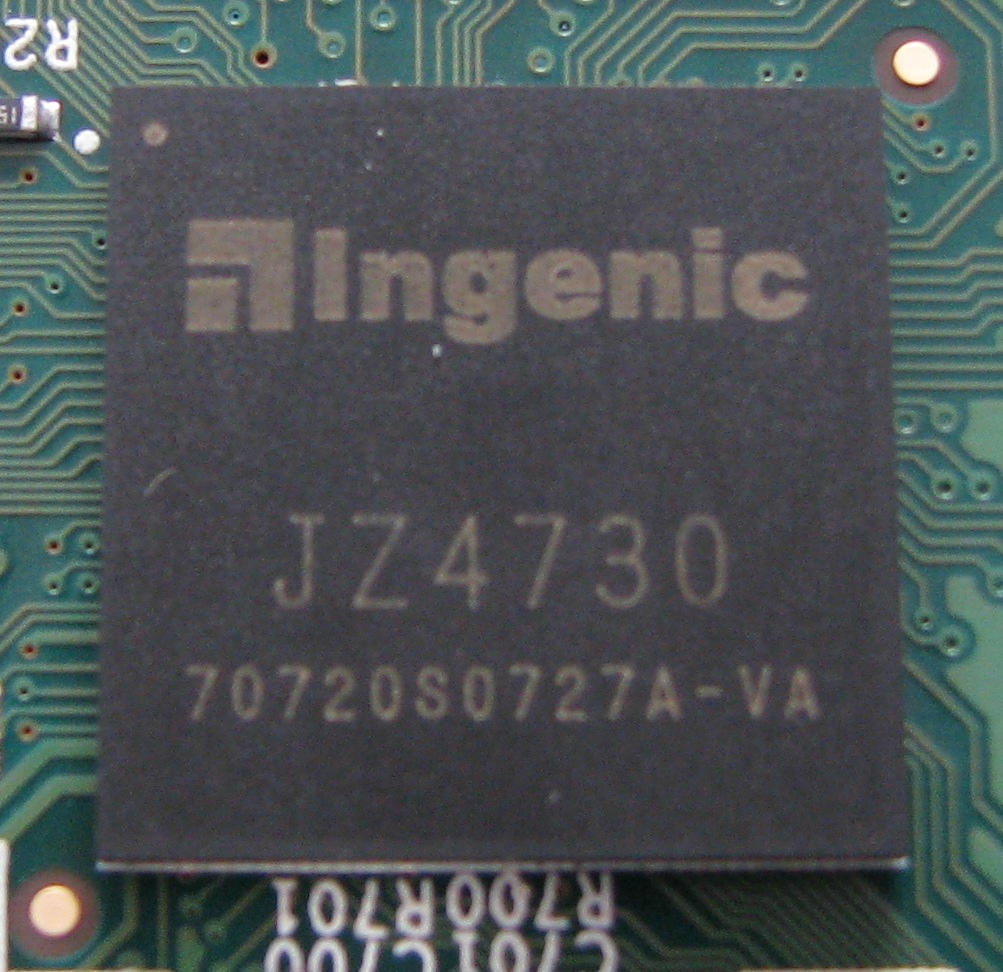
Ingenic JZ4730

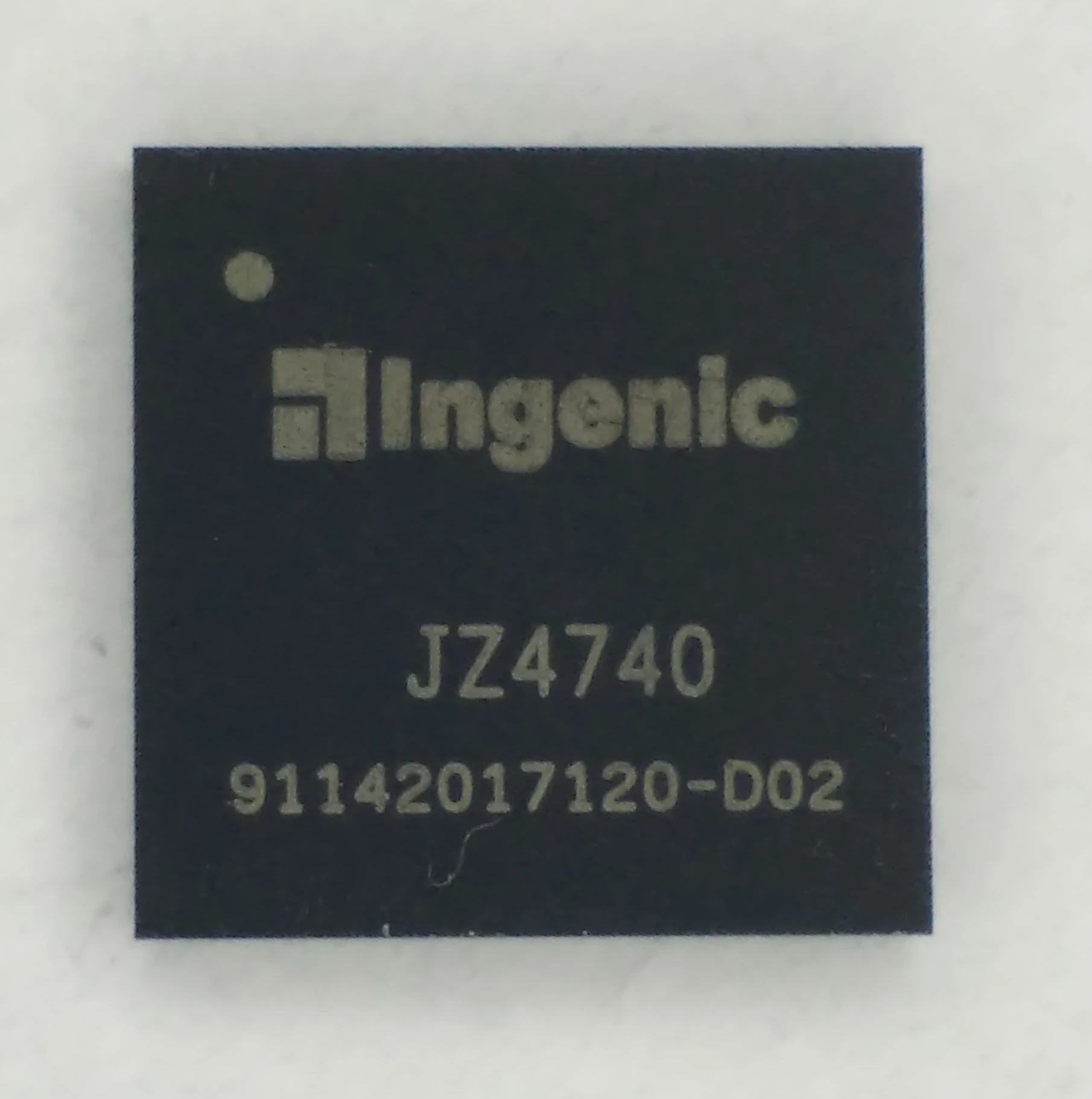
Ingenic JZ4740

| model   | premiera | litografia (nm) | mikroarchitektura | wersja MIPS                  | zegar (MHz) | L1 Dcache [kB] | L1 Icache [kB] | L2 cache [kB] | FPU | GPU             | VPU   | nota katalogowa | obudowa | uwagi |
| ------- | -------- | --------------- | ----------------- | ---------------------------- | ----------- | -------------- | -------------- | ------------- | --- | --------------- | ----- | --------------- | ------- | --- |
| Jz4730  | 2006     | 180             | XBurst1           | MIPS32 rev1                  | 336         | 16             | 16             | N/A           | N/A | N/A             | N/A   | Jz4730          | BGA256  | |
| Jz4740  | 2007     | 180             | XBurst1           | MIPS32 rev1 + SIMD           | 360         | 16             | 16             | N/A           | N/A | N/A             | N/A   | Jz4740          | BGA193  | dekoduje RMVB, MPEG-1/2/4 z maksymalną rozdzielczością D-1 dzięki instrukcją SIMD                                     |
| Jz4720  | 2007     | 180             | XBurst1           | MIPS32 rev1 + SIMD           | 240         | 16             | 16             | N/A           | N/A | N/A             | N/A   | Jz4720          | COB186  | |
| Jz4725B | 2009     | 160             | XBurst1           | MIPS32 rev1 + SIMD           | 360         | 16             | 16             | N/A           | N/A | N/A             | N/A   | Jz4725          | QFP128  | |
| Jz4750  | 2009     | 180             | XBurst1           | MIPS32 rev1 + SIMD2          | 360         | 16             | 16             | N/A           | N/A | N/A             | 480p  | Jz4750          | BGA256  | koder TV |
| Jz4755  | 2009     | 160             | XBurst1           | MIPS32 rev1 + SIMD2          | 400         | 16             | 16             | N/A           | N/A | N/A             | 576P  | Jz4755          | QFP176  | drugi rdzeń tylko do dekodowania video                                                                                |
| Jz4760  | 2010     | 130             | XBurst1           | MIPS32 rev1 + SIMD2          | 528         | 16             | 16             | N/A           | yes | Vivante GC200   | 720p  | JZ4760          | BGA345  | drugi rdzeń tylko do dekodowajnia wideo, FPU zgodne ze standardem IEEE754                                             |
| Jz4760  | 2010     | 130             | XBurst1           | MIPS32 rev1 + SIMD2          | 600         | 16             | 16             | N/A           | yes | Vivante GC200   | 720p  | JZ4760B         | BGA345  | drugi rdzeń tylko do dekodowajnia wideo, FPU zgodne ze standardem IEEE754                                             |
| Jz4770  | 2011     | 65              | XBurst1           | MIPS32 rev2 + SIMD2          | 1000        | 16             | 16             | 256           | tak | Vivante GC860   | 1080p | JZ4770          | BGA379  | dekodowanie wideo 1080p h.264, VC-1 i VP8 (drugi rdzeń 500 MHz MIPS z instrukcjami SIMD                               |
| Jz4775  |          | 65              | XBurst1           | MIPS32 rev2 + SIMD2          | 1000        | 32             | 32             | 256           | tak | X2D Core        | 720p  | JZ4775          | BGA314  | dekodowanie wideo 720p h.264, VC-1 i VP8 (drugi rdzeń 500 MHz MIPS z instrukcjami SIMD                                |
| Jz4780  | 2012     | 40              | XBurst1           | podwójny MIPS32 rev2 + SIMD2 | 1200        | 32 każdy       | 32 każdy       | 512           | tak | PowerVR SGX 540 | 1080p | JZ4780          | BGA390  | dwa rdzenie (SMP) XBurst CPU, dekodowanie wideo 1080p h.264, VC-1 i VP8 (drugi rdzeń 500 MHz MIPS z instrukcjami SIMD |
| x1000   | 2015     | 65              | XBurst1           | MIPS32 + SIMD                | 1000        | 16             | 16             | 128           | tak |                 |       | x1000           | BGA190  | LPDDR 32/64MB, interfejs SLCD, interfejs kamery, układ audio 192 kHz                                                  |
| x2000   | 2020     | 28              | XBurst2           | podwójny MIPS32 + SIMD       | 1500        | 32 każdy       | 32 każdy       | 512           | tak |                 | 1080p | x2000           | BGA270  | LPDDR2/3 128/256MB |